# Robert Lord
Robert Lord (* 1. Mai 1900 in Chicago, Illinois; † 5. April 1976 in Los Angeles, Kalifornien) war ein US-amerikanischer Drehbuchautor und Filmproduzent.

## Leben
Robert Lord studierte Englische Literatur an der Harvard University. Er begann Mitte der 1920er-Jahre mit dem Verfassen von Drehbüchern und literarischen Vorlagen für Filmproduktionen. Bis 1937 war er an über 70 Filmdrehbüchern beteiligt, darunter beispielsweise für den Gangsterfilm-Klassiker Der kleine Cäsar von 1931. Auf der Oscarverleihung 1934 gewann er den Oscar in der Kategorie Beste Originalgeschichte für das Liebesdrama Reise ohne Wiederkehr, in dem sich zwei Todgeweihte auf einer Schiffsreise ineinander verlieben. 1938 wurde er noch einmal in der gleichen Kategorie für Geheimbund Schwarze Legion nominiert.
Seit 1931 war Lord auch an der Produktion von Filmen beteiligt und verlegte sich ab 1931, weg vom Schreiben von Drehbüchern, ganz auf diese Tätigkeit. So fungierte er bis 1951 an rund 45 Filmprojekten als Produzent. Lord arbeitete lange Jahre für Warner Brothers und produzierte unterschiedliche Filme wie die Busby-Berkeley-Musicals Goldgräber von 1933 und Parade im Rampenlicht (beide 1933), den Western Herr des wilden Westens (1939) mit Errol Flynn und das Melodram Das Geheimnis von Malampur (1940) mit Bette Davis. Ende der 1940er-Jahre holte Humphrey Bogart ihn als Produzenten zu seiner unabhängigen Filmproduktionsfirma Santana Productions, für die er unter anderem den bekannten Film noir Ein einsamer Ort produzierte. Lord blieb bei Santana bis zu deren Auflösung 1955, woraufhin er sich weitgehend aus dem Filmgeschäft zurückzog.
Am 5. April 1976 erlag Robert Lord in Los Angeles den Folgen eines Herzanfalls.

## Filmografie (Auswahl)
- 1928: Sherlock Holmes in tausend Nöten (Detectives) – Regie: Chester M. Franklin (Drehbuch)
- 1931: Der kleine Cäsar (Little Caesar) – Regie: Mervyn LeRoy (Drehbuch)
- 1931: Spätausgabe (Five Star Final) – Regie: Mervyn LeRoy (Drehbuch)
- 1932: Einsame Herzen (The Purchase Price) – Regie: William A. Wellman (Drehbuch)
- 1932: So Big – Regie: William A. Wellman (Drehbuch)
- 1932: Reise ohne Wiederkehr (One Way Passage) – Regie: Tay Garnett (Story)
- 1932: 20.000 Jahre in Sing Sing (20,000 Years in Sing Sing) – Regie: Michael Curtiz (Drehbuch, Produktion)
- 1932: Badenix (You Said a Mouthful) – Regie: Lloyd Bacon (Drehbuch)
- 1933: Ein charmanter Schwindler (Hard to Handle) – Regie: Mervyn LeRoy (Drehbuch)
- 1933: Frisco Jenny – Regie: William A. Wellman (Drehbuch)
- 1933: Goldgräber von 1933 (Gold Diggers of 1933) – Regie: Mervyn LeRoy (Produktion)
- 1933: Parade im Rampenlicht (Footlight Parade) (Produktion)
- 1933: Der kleine Gangsterkönig (The Little Giant) – Regie: Roy Del Ruth (Drehbuch)
- 1934: Ein feiner Herr (Jimmy the Gent) – Regie: Michael Curtiz
- 1934: Broadway-Show (Dames) – Regie: Ray Enright (Story)
- 1934: Wonder Bar – Regie: Lloyd Bacon (Produktion)
- 1934: Nebel über Frisco (Fog Over Frisco) – Regie: William Dieterle (Produktionsleitung)
- 1934: Das Mädel aus der Unterwelt (Upperworld) – Regie: Roy Del Ruth (Produktionsleitung)
- 1935: Die Goldgräber von 1935 (Gold Diggers of 1935) – Regie: Busby Berkeley (Story)
- 1935: Öl für die Lampen Chinas (Oil for the Lamps of China) – Regie: Mervyn LeRoy (Produktion)
- 1935: Stadt an der Grenze (Bordertown) – Regie: Archie Mayo (Story, Produktionsleitung)
- 1937: Geheimbund Schwarze Legion (Black Legion) – Regie: Archie Mayo (Story, Produktion)
- 1939: Ich war ein Spion der Nazis (Confessions of a Nazi Spy) – Regie: Anatole Litvak (Produktion)
- 1939: Herr des wilden Westens (Dodge City) – Regie: Michael Curtiz (Produktion)
- 1939: Günstling einer Königin (The Private Lives of Elizabeth and Essex) – Regie: Michael Curtiz (Produktion)
- 1940: Das Geheimnis von Malampur (The Letter) – Regie: William Wyler (Produktion)
- 1941: Mr. X auf Abwegen (Footsteps in the Dark) – Regie: Lloyd Bacon (Produktion)
- 1941: Dive Bomber – Regie: Michael Curtiz (Produktionsleitung)
- 1947: Anklage: Mord (High Wall) – Regie: Curtis Bernhardt (Produktion)
- 1949: Vor verschlossenen Türen (Knock on Any Door) – Regie: Nicholas Ray (Produktion)
- 1949: Tokio-Joe (Tokyo Joe) – Regie: Stuart Heisler
- 1949: Zwei Männer und drei Babies (And Baby Makes Three) – Regie: Henry Levin (Produktion)
- 1950: Ein einsamer Ort (In a Lonely Place) – Regie: Nicholas Ray (Produktion)
- 1951: Sirocco – Zwischen Kairo und Damaskus (Sirocco) – Regie: Curtis Bernhardt (Produktion)